# (446) Aeternitas
(446) Aeternitas es un asteroide perteneciente al cinturón de asteroides descubierto el 27 de octubre de 1899 por Friedrich Karl Arnold Schwassmann y Maximilian Franz Wolf desde el observatorio de Heidelberg-Königstuhl, Alemania.
Está nombrado por la Eternidad, personificación alegórica romana de la inmortalidad.